# Streptanthus polygaloides
Streptanthus polygaloides är en korsblommig växtart som beskrevs av Asa Gray. Streptanthus polygaloides ingår i släktet Streptanthus och familjen korsblommiga växter. Inga underarter finns listade i Catalogue of Life.